# びまん性軸索損傷
びまん性軸索損傷（びまんせいじくさくそんしょう、Diffuse Axonal Injury）は、頭部外傷によって脳内の神経細胞の一部である軸索が断裂や伸展を起こす広範囲な脳損傷。略称DAI。
交通事故や転倒などで頭部に強い外力がかかることで発症し、意識障害や高次脳機能障害などを引き起こす。DAIは受傷直後から重度の意識障害を示すにもかかわらず、頭部CTでは明らかな血腫や脳挫傷を認めない特徴がある。頭部外傷の中でも予後不良の病態で、現時点では有効な治療法が確立されていないため、集中治療室で脳圧管理や二次的脳損傷の予防が行われ、脳圧が著しく高い場合には減圧開頭術が考慮される。